# Callistethus agnellus
Callistethus agnellus är en skalbaggsart som beskrevs av Gilbert John Arrow 1911. Callistethus agnellus ingår i släktet Callistethus och familjen Rutelidae. Inga underarter finns listade.